# ثلاثة فناجين شاي

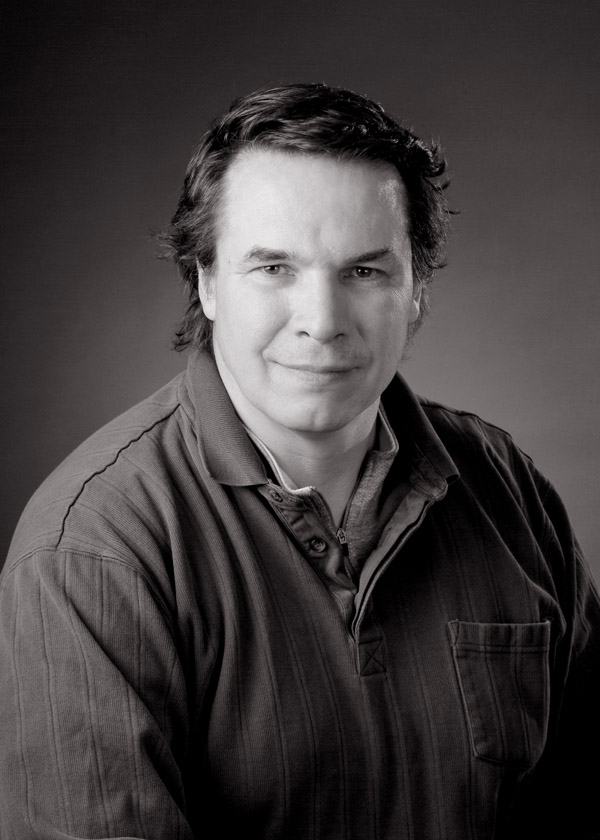
جريج مورتنسون

ثلاث فناجين شاي  (بالإنجليزية: ثلاثة فناجين شاي)‏ هو الكتاب الذي بقي لأكثر من عامين موجوداً في قائمة الأكثر مبيعا وهو عن تجربة جريج مورتنسون (بالإنجليزية: غريغ مورتنسون)‏ التي كتبها الصحافي ديفيد ريلين. فكرة الكتاب مستوحاة من مقولة شهيرة لسكان منطقة بلتستان شمال كشمير على حدود الصينية. يدين معظم سكان هذه المنطقة بالإسلام ولدى هؤلاء السكان حكمة شعبية تقول: «أنت غريب، ولكنك في المرة الأولى، تتناول الشاي مع مضيف بلتستاني، وفي المرة الثانية أنت ضيف عزيز عليه، وفي المرة الثالثة ستكون فرداً من العائلة البلتستانية». أما أحداث هذا الكتاب، فتدور حول قصة رجل واحد، واجـه الفقر والجهل في محاولته لتعليم الفتيات هناك، والمصاعب التي واجهته، وكيف تغلـّب عليها، ليصل إلى مرحلة فنجان الشاي الثالث مع أهالي بلتستان.

## ملخص الكتاب
جريج مورتنسون هذا، مواطن أمريكي من ولاية مونتانا، يهوى الطبيعة وتسلّق الجبال. وهو شهير في هذه الرياضة، وكان يمكنه جمع الملايين من هذه الشهرة لو أراد. إلا أنه ترك كل هذا، والتفت إلى بناء مدرسة، في أقصي شمال باكستان. وسرُّ معرفته بباكستان، أنه تخلّف عام 1993 عن مجموعة رياضية، كانت تحاول تسلق جبل "K2"، ثاني أعلي قمة في العالم، وكاد أن يموت ضياعاً، ولكن أنقذه سكان معدمون، يسكنون قرية اسمها كورف، كائنة على جرف منحدر جليدي ضخم، بمنطقة بالتيستان.
بعد أن تعافي مورتنسون، قطع وعداً للقرويين بتشييد مدرسة بقريتهم. وقامت أمه بجمع التبرعات من المدرسة التي تعمل بها في ولاية ويسكانسين. وباع مورتنسون كل ما يملكه، وعاش في سيارته، حتى يوفّر الأموال لتنفيذ المشروع. وفي النهاية جاءته عشرة آلاف دولار، من محسن ثري، لكي يؤسس «معهد آسيا الوسطى»، وهو منظمة غير حكومية، مكرَّسة لتشييد المدارس. ولم يسلم مورتنسون في البداية من هجوم رجال الدين الأصوليين عليه، الذين أطلقوا الفتاوى ضده. وبعد ثلاث سنوات من الجد والعمل المتواصل، أنشأ مورتنسون مدرسته الابتدائية الأولى. وبعدها بثلاثة أشهر شيّد ثلاث مدارس أخرى بمساعدة الأهالي في القرية. فقد أدرك مورتنسون، أن تنمية حياة الناس، في مثل تلك المناطق البعيدة، تعتمد علي تعليم الفتيات. وأن الوسيلة المثلى لمواجهة التعليم الديني المتطرف هو إنشاء مدارس حديثة. كانت المعجزة أن يقوم مورتنسون ببناء 55 مدرسة في شمال باكستان وأفغانستان، يتعلم فيها 24 ألف طالب وطالبة تعليماً حديثاً.

## جوائز
- Kiriyama Prize
- Time Magazine Asia Book of The Year
- Pacific Northwest Booksellers Association – Nonfiction Award
- Montana Honor Book Award
- Borders Bookstore Original Voices Selection
- Banff Mountain Festival Book Award Finalist
- 2007 Nonfiction Runner-Up for the Dayton Literary Peace Prize[4]
- People Magazine – Critics Choice
- Publisher's Weekly – Starred Review
- Mom's Choice Award 2009[5]
- 2009 Italy: Premio Gambrinus “Giuseppe Mazzotti"[6]
- Powell Book's Puddly Award (nonfiction), Portland[7]
- 2010 The Christopher Award: "To affirm the highest values of the human spirit" [8]
- 2010 The Mason Award - Extraordinary contribution in literature (George Mason University DC)[9]

## طبعات مختلفة
- 2006, Three Cups of Tea: One Man's Mission to Fight Terrorism One School at a Time. 1st Edition. Viking Press. ISBN 978-0-670-03482-6. غلاف فني.
- 2007, Three Cups of Tea: One Man's Mission to Promote Peace…One School at a Time. Tantor Media. ISBN 978-1-4001-5251-3. (Audio MP3 CD).
- 2007, Three Cups of Tea: One Man's Mission to Promote Peace…One School at a Time. Penguin Books Ltd. ISBN 978-0-14-303825-2. كتاب ذى غلاف ورقي.
- 2009, Three Cups of Tea: One Man's Journey to Change The World…One Child at a Time (Young Adult Book). Mortenson, Greg; Relin, David Oliver; signature by Amira Mortenson, forward by Jane Goddall. Puffin. ISBN 0-14-241412-3.
- 2009, Listen To The Wind: The Story of Dr. Greg and Three Cups of Tea, (Children's book). Mortenson, Greg; Roth, Susan – illustrator. Dial Books. ISBN 0-8027-2944-8 .

## وصلات خارجية
الموقع الرسمي لكتاب ثلاث فناجين قهوة 
Official website for Three Cups of Tea
- Three Cups of Tea at كتب جوجل
- Official website of Greg Mortenson
- Official website of David Oliver Relin
- Official website of Central Asia Institute
- December 2011 Comprehensive list of CAI projects past and present
- Official website of Pennies for Peace
- C-SPAN Q&A interview with Mortenson about Three Cups of Tea, August 24, 2008